# Dietrich Mülder (Altphilologe)

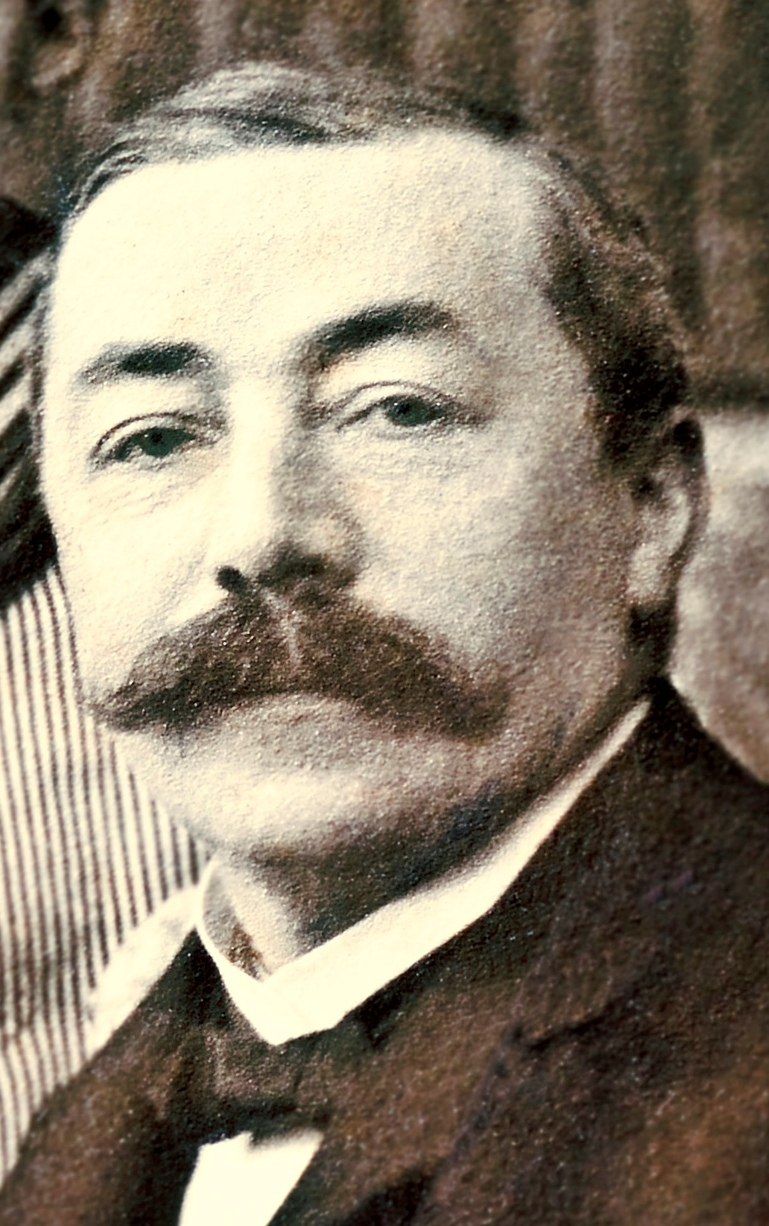
Dietrich Mülder 1908

Dietrich Cornelius Mülder (* 12. Mai 1861 in Bunde; † 14. Oktober 1947 in Stade) war ein deutscher Gymnasiallehrer und Altphilologe, der in der ersten Hälfte des 20. Jahrhunderts über die Entstehung der Ilias forschte und den altgriechischen Dichter Homer ins Deutsche übersetzte.

## Leben
Geboren 1861 in Bunde als Sohn und Enkelsohn eines Lehrers, machte er 1880 Abitur am Gymnasium Georgianum in Lingen und studierte dann an den Universitäten Tübingen und Göttingen alte Sprachen und Geschichte. Während seines Studiums wurde er 1880 Mitglied der schwarzen Verbindung Derendingia (seit 1897 Tübinger Burschenschaft Derendingia). 1881 wurde er Mitglied der schwarzen Verbindung Frisia Göttingen (seit 1913 Burschenschaft Frisia Göttingen). Nach dem Referendariat in Aurich 1886/1888 unterrichtete er als Lehrer in Leer (Ostfriesland), Osnabrück, Verden, und Hildesheim. Hier heiratete er 1899 Helene Klopp (1879–1962). 1909 wurde er zum Direktor des Wilhelms-Gymnasiums in Emden berufen.
Im Ersten Weltkrieg diente Mülder als Hauptmann. 1917 übernahm er die Stelle des Direktors am Gymnasium Athenaeum Stade, an dem er unterrichtete, bis er 1926 in den Ruhestand ging. Dietrich und Helene Mülder hatten drei Kinder, Jürgen Mülder (1899–1986), Luise, verh. Lauenstein (1903–1996) sowie Dietrich Mülder (1906–2000).

## Werk
Neben seiner Arbeit als Lehrer und Direktor verfasste Mülder zahlreiche wissenschaftliche Aufsätze, wobei seine Interessen vom mittelalterlichen Dichter Albrecht von Johansdorf bis zu Homer reichten. Er schrieb zwei Bücher, die in den Druck gingen: Die Ilias und ihre Quellen (1910) sowie die wohl erste deutschsprachige Prosaübersetzung der Odyssee in der Neuzeit, die unter dem Titel Der wahre, große und unvergängliche Homer. I: Die Odyssee 1935 erschien. Der Titel verweist darauf, dass als weiterer Band auch eine Prosaübersetzung der Ilias geplant war. Mit dieser war Mülder schon recht weit gediehen, als er starb. Eine geplante Herausgabe aus dem Nachlass kam nicht zustande.
Zusätzlich kommentierte Mülder von 1902 bis 1929 die jeweils aktuellen altphilologischen Veröffentlichungen und schrieb eine Reihe von Rezensionen zu Beiträgen anderer Altphilologen.
Mülder beschäftigte sich in seinem Werk vor allem mit der Analyse der Ilias und der Suche nach dem hinter ihr stehenden Dichter Homer. Im Widerspruch zu der herrschenden wissenschaftlichen Meinung seiner Zeit vertrat er mit Verve die These, dass hinter der Ilias ein einzelner Dichter stehe, der ein planmäßiges und in sich geschlossenes Kunstwerk vorgelegt hätte, das als Neuschöpfung zwar auf Vorgängerwerken fußte, die jedoch selber keinen eigenen historischen Kern hätten. Seine Veröffentlichungen fanden im deutschsprachigen Raum, aber auch in anderen europäischen Ländern Beachtung und seine Bücher wurden von namhaften Altphilologen besprochen.
Für seine wissenschaftlichen Leistungen erhielt er 1906 den Professorentitel und zum 80sten Geburtstag wurde ihm 1941 die Goethe-Medaille für Kunst und Wissenschaft verliehen.

## Schriften
(in Anlehnung an Wilt Aden Schröder).
- Albrecht von Johansdorf. Ein Beitrag zur mittelhochdeutschen Metrik. Programm des Kgl.Real.Gymnasiums, Osnabrück 1894 (auch Leipzig 1894).
- Zur lateinischen Syntax. In: Zeitschrift für das Gymnasialwesen 49 (N.F. 29), 1895, S. 641–645.
- Das Kyklopengedicht der Odyssee. In: Hermes 38, 1903, S. 414–455
- Hektoros anairesis.  In: Rheinisches Museum für Philologie 59, 1904, S. 256–378.
- Horkion synchysis. In: Neue Jahrbücher für das Klassische Altertum 13, 1904, S. 635–643.
- Zu Thukydides. In: Berliner philologische Wochenschrift 24, 1904, S. 668–669.
- Homer und die altionische Elegie. Beilage zur Programm des Kgl. Gymnasium Andreanum. Hildesheim 1906 (auch Hannover 1906).
- Analyse des zwölften und zehnten Buches der Odyssee. In: Philologus 65, 1906, S. 193–247.
- Die Phäakendichtung der Odyssee. In: Neue Jahrbücher für das Klassische Altertum 17, 1906, S. 10–45
- Skylla In: Berliner philologische Wochenschrift 26, 1906, S. 1437–1438.
- Choirilos von Samos, eine poetische Quelle Herodots. In: Klio 7, 1907, S. 29–44.
- Die Ilias und ihre Quellen. Weidmannsche Buchhandlung, Berlin 1910.
- Ilias. In: Paulys Realencyclopädie der classischen Altertumswissenschaft (RE). Band IX,1, Stuttgart 1914, Sp. 1000–1057.
- Die Demaratosinschrift des Dikaios. In: Klio 13, 1913, S. 39–69.
- Die Reiseerlebnisse des Telemach (Odyssee Buch 3 und 4). Eine Untersuchung über die Stoffbeschaffung und Technik des Dichters. In: Hermes 65, 1930, S. 38–76
- Ithaka nach der Odyssee. In: Rheinisches Museum für Philologie 80, 1931, S. 1–35.
- Der wahre, große und unvergängliche Homer. Band 1: Die Odyssee. Übersetzung ins Deutsche. Mit Erläuterungen von D. Mülder. Reisland, Leipzig 1936.

Daneben kommentierte Mülder über fast drei Jahrzehnte die laufenden Publikationen anderer Homerforscher und Altphilologen unter dem Titel Berichte über die Literatur zu Homer (Höhere Kritik) in den Jahresberichten über die Fortschritte der klassischen Altertumswissenschaft.
Zahlreiche weitere Rezensionen erschienen in den Jahren 1906 bis 1913 in der Berliner philologischen Wochenschrift (Bände 26–32).